# EORSAT
EORSAT (Electronic Ocean Reconnaissance SATellite) è il nome con il quale sono conosciuti in Occidente una serie di satelliti artificiali di progetto e costruzione sovietica. In dettaglio, si tratta di due diversi modelli,  US-P (Upravlenniye Sputnik Passivny) ed US-PU, ideati per sorvegliare passivamente i movimenti delle unità navali NATO e svolgere missioni SIGINT. Furono lanciati tra il 1974 ed il 2006 (versione perfezionata US-PU) come missioni Cosmos per motivi di riservatezza.

## Sviluppo
L'esigenza di un satellite da sorveglianza marittima ed individuazione di bersagli navali nacque in Unione Sovietica a partire dai primi anni sessanta. In quel periodo, infatti, erano stati sviluppati una serie di missili antinave a lungo raggio, ma non era stato risolto il problema della localizzazione degli obiettivi, in particolare per quello che riguardava i tiri “oltre l'orizzonte”. La prima soluzione che si pensò di adottare fu quella di utilizzare allo scopo una particolare versione del Kosmoplan, una navetta per voli spaziali senza equipaggio il cui sviluppo era portato avanti da Vladimir Nikolaevič Čelomej dalla fine degli anni cinquanta. Tali navette avrebbero dovuto essere portate in orbita da un missile vettore chiamato UR-200, sviluppato dallo stesso Čelomej.
Lo sviluppo di questa variante, progettata per l'individuazione e l'inseguimento di bersagli navali ostili, fu autorizzato nel marzo 1961, con il nome generico di MKRTs. I progetti preliminari furono presentati nel luglio 1962. Nello sviluppo furono coinvolti numerosi uffici tecnici ed enti di ricerca.
Nel 1964, quando Nikita Chruščëv fu estromesso dal potere, furono rivisti tutti i progetti che questi aveva sostenuto, in particolare quelli di Čelomej (che aveva addirittura assunto nel proprio ufficio tecnico il figlio di Chruščëv come ingegnere capo): il risultato fu il trasferimento del progetto relativo all'US al KB-1 di Savin, e la cancellazione del vettore UR-200. Riguardo a quest'ultimo fatto, la navetta dovette essere riprogettata per essere lanciata con un vettore Tsiklon-2, la versione per impiego spaziale del missile balistico intercontinentale R-36 (nome in codice NATO: SS-9 Scarp).
Complessivamente, furono previste due versioni del MKRTs:
- US-A (RORSAT) a reazione nucleare ed equipaggiato con un radar attivo per l'individuazione delle imbarcazioni nemiche in qualunque condizione di tempo ogni condizione di tempo;
- US-P (EORSAT) ad energia solare, equipaggiato per provvedere ai servizi SIGINT per la marina ed inseguire in modo passivo le navi nemiche.

In particolare, l'intero sistema di sorveglianza era stato chiamato 17K114, mentre la navicella US-P ricevette il nome di 17F17.
Alla fine degli anni 60, lo sviluppo del sistema era a buon punto. In particolare, a partire dal 1965, si erano svolti i primi test di volo relativi alla versione US-A, equipaggiata con reattori nucleari (anche se il reattore non era ancora imbarcato: al suo posto vi erano delle batterie). Nel 1969, tutto il progetto fu quindi trasferito al KB Arsenal.
I vari test di qualificazione del sistema furono completati nel biennio 1971-1972, ed i voli di prova iniziarono nel 1974. Tali voli furono coronati da successo, ed il satellite fu accettato in servizio nel 1978.
Lo studio di una seconda generazione del MKRTs fu avviato alla fine degli anni settanta, ed aveva per oggetto satelliti a propulsione nucleare. Il programma, chiamato Ideogramma-Pirs, fu cancellato da Michail Gorbačëv nel 1988, e venne realizzata una versione modernizzata degli US-P ad energia solare, che entrò in servizio a partire dal 1993. Tale versione andò a sostituire sia gli US-A sia gli US-P.

## US-P
I satelliti US-P costituivano la seconda componente dell'MKRTs. Il primo lancio avvenne il 24 dicembre 1974, con la missione Cosmos 699. L'ultimo di questa versione volò il 18 gennaio 1991.

### Tecnica
I satelliti US-P utilizzavano un radar attivo per individuare le unità navali in qualunque condizione climatica, sia di giorno sia di notte. Dal punto di vista tecnico, gli US-P erano di forma cilindrica, lunghi 17 metri e con un diametro di 1,3, con due moduli fotovoltaici di grandi dimensioni. Il peso complessivo era di 3.300 kg. L'energia necessaria era assicurata direttamente dal sole, e non da un reattore nucleare come nel caso degli US-A.
La giusta orbita era assicurata da un motore apposito, che si occupava anche delle operazioni di rientro del satellite, al termine della missione.
Solitamente, questi satelliti venivano posti ad un'orbita di 420 km, grazie a vettori spaziali del tipo Tsiklon-2.

### Lanci
Complessivamente, ne sono stati lanciati in orbita 37, con altrettante missioni Cosmos, tra il 24 dicembre 1974 ed il 18 gennaio 1991. Non risultano lanci falliti.
- Cosmos 699 (24 dicembre 1974)
- Cosmos 777 (29 ottobre 1975)
- Cosmos 838 (2 luglio 1976)
- Cosmos 937 (24 agosto 1977)
- Cosmos 1094 (18 aprile 1979)
- Cosmos 1096 (25 aprile 1979)
- Cosmos 1167 (14 marzo 1980)
- Cosmos 1220 (4 novembre 1980)
- Cosmos 1260 (20 marzo 1981)
- Cosmos 1286 (4 agosto 1981)
- Cosmos 1306 (14 settembre 1981)
- Cosmos 1337 (11 febbraio 1982)
- Cosmos 1355 (29 aprile 1982)
- Cosmos 1405 (4 settembre 1982)
- Cosmos 1461 (7 maggio 1983)
- Cosmos 1507 (29 ottobre 1983)
- Cosmos 1567 (30 maggio 1984)
- Cosmos 1588 (7 agosto 1984)
- Cosmos 1625 (23 gennaio 1985)
- Cosmos 1646 (18 aprile 1985)
- Cosmos 1682 (19 settembre 1985)
- Cosmos 1735 (27 febbraio 1986)
- Cosmos 1737 (25 marzo 1986)
- Cosmos 1769 (4 agosto 1986)
- Cosmos 1834 (8 aprile 1987)
- Cosmos 1890 (10 ottobre 1987)
- Cosmos 1949 (28 maggio 1988)
- Cosmos 1979 (18 novembre 1988)
- Cosmos 2033 (24 luglio 1989)
- Cosmos 2046 (27 settembre 1989)
- Cosmos 2051 (24 novembre 1989)
- Cosmos 2060 (14 marzo 1990)
- Cosmos 2096 (23 agosto 1990)
- Cosmos 2103 (14 novembre 1990)
- Cosmos 2107 (4 dicembre 1990)
- Cosmos 2122 (18 gennaio 1991)

## US-PU
La versione US-PU (17F120) fu sviluppata in seguito all'abbandono del sistema Ideogramma-Pirs nel 1988, che prevedeva l'utilizzo di satelliti a propulsione nucleare. Tale decisione fu presa a causa delle tensioni internazionali provocate dal rientro in atmosfera dei reattori nucleari. Quindi, si decise di realizzare una versione potenziata del precedente US-P, che aveva una maggiore capacità di localizzare e "puntare" le unità navali, sia di superficie, sia sottomarine. Questo satellite funzionava grazie all'energia solare, ed era in grado di sostituire non solo gli US-P, ma anche gli atomici US-A. Il primo lancio fu effettuato nel 1993, l'ultimo nel 2006.

### Tecnica
La base di partenza era il precedente modello US-P, rispetto al quale era leggermente meno pesante (3.150 kg). La componentistica elettronica imbarcata, così come il software, era probabilmente quello sviluppato per l'abortito PIRS-1.
Gli US-PU venivano posti in orbite circolari di 420 km, con un'inclinazione di 65 gradi. Per aumentare le capacità di localizzazione, erano sistemati ad intervalli di 120 gradi sulla stessa orbita.

### Lanci
Complessivamente, ne furono lanciati 13, con altrettante missioni Cosmos. Il primo lancio fu effettuato il 30 marzo 1993, l'ultimo il 25 giugno 2006. Non risultano lanci falliti.
- Cosmos 2238 (30 marzo 1993)
- Cosmos 2244 (28 aprile 1993)
- Cosmos 2258 (7 luglio 1993)
- Cosmos 2264 (17 settembre 1993)
- Cosmos 2293 (2 novembre 1994)
- Cosmos 2313 (8 giugno 1995)
- Cosmos 2326 (20 dicembre 1995)
- Cosmos 2335 (11 dicembre 1996)
- Cosmos 2347 (9 dicembre 1997)
- Cosmos 2367 (26 dicembre 1999)
- Cosmos 2383 (21 dicembre 2001)
- Cosmos 2405 (28 maggio 2004)
- Cosmos 2421 (25 giugno 2006)

## Utilizzo
La marina sovietica accettò il sistema in servizio nel 1975. Questi satelliti avevano un'importanza fondamentale nella strategia navale sovietica. Infatti, il sistema era in grado di individuare con precisione la dislocazione delle flotte nemiche: il monitoraggio era continuo, e riguardava tutta la superficie terrestre. Fu il solo sistema a raggiungere dei risultati del genere.
Le informazioni raccolte potevano essere fornite a navi, aerei e sottomarini praticamente in tempo reale, e questo permetteva anche di effettuare con successo attacchi “oltre l'orizzonte”.
In particolare, i satelliti EORSAT erano in grado di individuare, identificare ed inseguire le navi occidentali in ogni parte del mondo. L'efficacia del sistema fu provata dal fatto che la marina sovietica venne a sapere in tempo reale dello sbarco inglese durante la guerra delle Falkland.
I satelliti US-A ed US-P furono sostituiti a partire dal 1993 dai più moderni US-PU, che costituivano in pratica la seconda generazione dell'MKRTs.
Una costellazione EORSAT era composta da sei satelliti posti su due piani orbitali distinti, con una differenza di 145 gradi circa. In questo modo, si era in grado di garantire un numero maggiore di sorvoli su determinate regioni, incrementando la probabilità di individuazione e l'accuratezza.
I satelliti EORSAT erano sotto il controllo del GRU, anche se erano gestiti dal Direttorato dell'Intelligence Navale dello Stato Maggiore della Marina.
L'ultimo lancio di un satellite di questo tipo fu effettuato nel 2006. Ne è prevista la sostituzione con i nuovi Liana, che dovrebbero essere lanciati a partire dal 2009.